# Ceropegia dichotoma
Espèce
Classification phylogénétique
Ceropogia dichotoma est une espèce de plante de la famille des Apocynaceae, endémique des îles Canaries en Espagne.